# 附帯私訴
附帯私訴（ふたいしそ、付帯私訴）とは、刑事事件で検察官が公訴を提起した場合に、当該犯罪の被害者が、刑事被告人に対する民事上の損害賠償を求める訴えを、公訴を審理する刑事裁判所に附帯して提起する制度である。
附帯私訴の制度やこれに類似した制度は、大陸法系諸国の刑事法に定められている（ドイツの附帯私訴（Entschädigung des Verletzten）、フランスの私訴（action civile、検察官による公訴提起を前提としない点で異なる）、イタリアの附帯私訴（Parte civile）など）。日本の現行刑事訴訟法には、附帯私訴は定められていない。しかし、2008年（平成20年）12月、犯罪被害者等の権利利益の保護を図るための刑事手続に付随する措置に関する法律17条以下に、附帯私訴に類似する損害賠償命令制度が定められた。

## 概要
附帯私訴の手続きがとられると、刑事事件の審理と民事上の損害賠償に関する審理が同じ法廷で並行しておこなわれ、有罪の場合には、有罪判決の言い渡しに続けて、損害賠償の支払いを命じる判決が言い渡される。
附帯私訴の制度は、旧刑事訴訟法（大正11年法律第75号）には置かれていた（567条～613条）が、現行刑事訴訟法（昭和23年法律第131号）には置かれていない。
旧刑事訴訟法（大正11年法律第75号）
第567条
犯罪ニ因リ身體、自由、名譽又ハ財産ヲ害セラレタル者ハ其ノ損害ヲ原因トスル請求ニ付公訴ニ附帯シ公訴ノ被告人ニ對シテ私訴ヲ提起スルコトヲ得
現行刑事訴訟法で附帯私訴制度が廃止された理由として以下のものがある。
1. 公訴の仕組みが複雑化したことから、併せて民事上の審理をおこなうことが難しくなったため
2. 旧法下でもあまり利用されなかったため
3. 現行刑事訴訟法が附帯私訴のないアメリカ法の影響を強く受けているため
4. 日本国憲法37条1項で特に迅速さを求められる刑事裁判が、民事上の審理によって長引くことを避けるため

この結果、犯罪被害者に対する民事上の救済は、刑事司法制度から分離され、犯罪被害者は別途訴訟を提起するものとされた。
しかし、2004年（平成16年）12月には犯罪被害者等基本法（平成16年法律第161号）が制定され、翌2005年（平成17年）12月には同法に基づいて「犯罪被害者等基本計画」が策定されるなど、犯罪被害者法制の見直しがおこなわれるなかで、犯罪被害者による損害賠償請求にかかる負担の軽減も図られることとなった。2006年（平成18年）9月、法務省は法制審議会に、附帯私訴、損害賠償命令等の「損害賠償請求に関し刑事手続の成果を利用する制度」の検討と要綱案のとりまとめを諮問した（諮問第80号）。この諮問に対して、2007年（平成19年）2月7日の法制審議会総会が出した答申では、「損害賠償命令制度」として、附帯私訴に類似した制度の創設を求めた。
答申を受けて、法務省は「犯罪被害者等の保護を図るための刑事手続に付随する措置に関する法律」（平成12年法律第75号）の改正として、「損害賠償命令制度」などを法案化。同法案は、2007年（平成19年）の第166国会（常会）で可決成立し、同年6月27日に「犯罪被害者等の権利利益の保護を図るための刑事手続に付随する措置に関する法律」と題名を改め、公布された（平成19年法律第95号）。同法は、2008年（平成20年）12月1日に施行された。